# الوسيعة (جازان)
قرية الوسيعة هي قرية صغيرة تقع جنوب محافظة أبي عريش التابعة لمنطقة جازان الواقعة جنوب غرب السعودية.

## نبذة
تبعد عن الطريق الذي يربط أبي عريش بأحد المسارحة قرابة العشرة كيلو مترات من الغرب وأقرب ماتكون لمستشفى الملك فهد حيث تبعد عنه تقريباً ثمانية كيلو مترات جنوب شرق، وتعتبر القرية ملتقى العديد من الطرق.

## السكان
يعمل أغلب سكانها في الوظائف الحكومية وعدد قليل منهم ما زال يزاول الزراعة وتربية المواشي.